# 塚本蛍

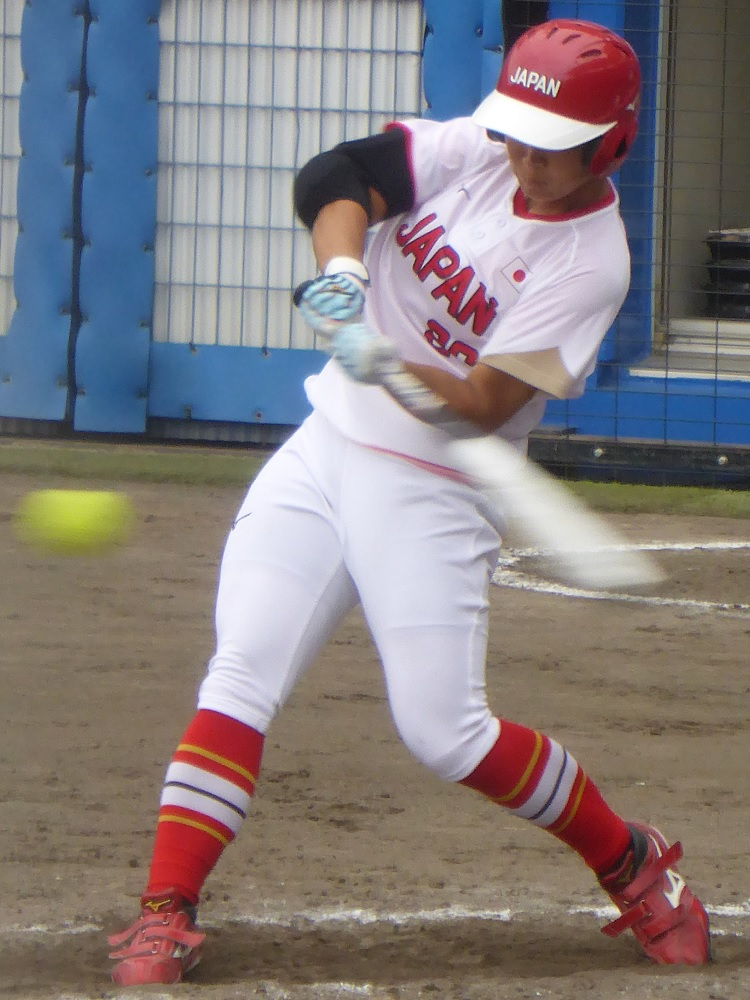
日本代表として (2024年)

塚本 蛍（つかもと ほたる、1999年10月17日 - ）は、佐賀県出身の女子ソフトボール選手（外野手）。ホンダリヴェルタ所属。ソフトボール日本代表。

## 経歴
13歳で競技を始め、2015年、神埼市立千代田中学校在学時に中学日本代表として台湾遠征に参加。佐賀女子短期大学付属佐賀女子高等学校を卒業後、ホンダリヴェルタに入団。JDリーグ発足初年度となる2022年は4番打者として東地区首位打者、ベストナインに輝いた。翌年、日本代表に選出され2022年アジア競技大会に出場。主に4番・レフトを務め優勝に貢献した。
2023/24年にイタリアで開催されたワールドカップの日本代表メンバーに選出。2024年7月のファイナルズでは全体4位となる打率.462（13打数6安打）の成績を残し、ベストナイン（外野手）に選出された。

## 詳細情報

### 日本リーグ個人表彰
- 2020年 - 本塁打王（4本）

### JDリーグ個人表彰
- 2022年 - [東]首位打者賞（.405）、[東]ベストナイン（外野手）
- 2023年 - [東]最多本塁打賞（9本）

### 背番号
- 28（2018 - 2023）
- 10（2024 - ）